# Фризо-франко-саксонские диалекты
Фризо-франко-саксонские диалекты — собирательное название группы западно-германских диалектов, на которых говорят в Нидерландах. Несмотря на свою принадлежность к западно-германским диалектам, они не являются связной языковой группой или языковой семьёй: все эти диалекты, относящиеся к разным подгруппам, являются переходными между фризскими, нижнефранкскими (главным образом голландскими) и нижнесаксонскими диалектами.
Термин, в частности, относится к уркскому диалекту. Но поддиалекты, такие как энкхёйзенский и волендамский, также причисляются к этой группе из-за более сильно проявляющегося влияния нижнесаксонского, чем у остальной части их собственной группы диалектов. В абстрактном смысле западнофрисландский и его поддиалекты иногда также называют фризо-франко-саксонскими, чтобы подчеркнуть влияние нижнесаксонского языка.
К подобным терминам относятся фризо-саксонские и фризо-франкские диалекты, которые используются для обозначения диалектов, являющихся переходными соответственно между фризскими и нижнесаксонскими диалектами, а также между фризскими и нижнефранкскими.
Все эти термины берут своё начало в XIX веке.